# Адисон (Њујорк)
Адисон (енгл. Addison) град је у америчкој савезној држави Њујорк.

## Демографија
По попису из 2010. године број становника је 1.763, што је 34 (-1,9%) становника мање него 2000. године.
| Група             | 2000.         | 2010.         |
| Белци             | 1.765 (98,2%) | 1.689 (95,8%) |
| Афроамериканци    | 3 (0,2%)      | 9 (0,5%)      |
| Азијати           | 0 (0,0%)      | 13 (0,7%)     |
| Хиспаноамериканци | 8 (0,4%)      | 31 (1,8%)     |
| Укупно            | 1.797         | 1.763         |